# Afroleptomydas milnertonensis
Afroleptomydas milnertonensis är en tvåvingeart som beskrevs av Joseph Charles Bequaert 1963. Afroleptomydas milnertonensis ingår i släktet Afroleptomydas och familjen Mydidae. Inga underarter finns listade i Catalogue of Life.